# کلبربرگ
کلبربرگ (به آلمانی: Kälberberg) یک منطقهٔ مسکونی در آلمان است که در بوتنهایم واقع شده‌است. کلبربرگ ۳۷ نفر جمعیت دارد.